# Zíssis Zánnas
Zíssis Zánnas (grec moderne : Ζήσης Ζάννας), né le 5 novembre 1982 à Kateríni en Grèce, est un homme politique grec.

## Biographie
Aux élections législatives grecques de janvier 2015, il est élu député au Parlement hellénique sur la liste de la SYRIZA dans la circonscription de la Piérie. Il est élu secrétaire pour la première session de la XVIe législature avec 212 votes positifs le 6 février.
Le 21 août 2015, il quitte la SYRIZA avec vingt-quatre autres députés dissidents pour créer Unité populaire.